# Anthurium acebeyae
Anthurium acebeyae Croat, 2005 è una pianta della famiglia delle Aracee, endemica della Bolivia.